# Vicariato apostólico de Pilcomayo
El vicariato apostólico del Pilcomayo (en latín: Vicariatus Apostolicus Pilcomayoënsis) es una circunscripción eclesiástica de la Iglesia católica en Paraguay. Se trata de un vicariato apostólico latino. El 14 de julio asumió su actual obispo, Mons. Miguel Fritz, de los Misioneros Oblatos de María Inmaculada.

## Territorio y organización
El vicariato apostólico tiene 125 000 km² y extiende su jurisdicción sobre los fieles católicos de rito latino residentes en el departamento de Boquerón y en la parte septentrional del departamento de Presidente Hayes hasta el río Monte Lindo.
La sede del vicariato apostólico se encuentra en la ciudad de Mariscal José Félix Estigarribia, en donde se halla la Catedral de Santa María.
En 2020 en el vicariato apostólico existían 6 parroquias.

## Historia
La prefectura apostólica del Pilcomayo fue erigida el 12 de febrero de 1925 con el breve Expedit del papa Pío XI, obteniendo el territorio del vicariato apostólico de Chaco (hoy vicariato apostólico de Camiri, en Bolivia).
El 1 de mayo de 1929 cedió una parte de su territorio para la erección de la diócesis de Concepción en Paraguay mediante la bula Universi Dominici del papa Pío XI.
El 14 de julio de 1950 la prefectura apostólica fue elevada a vicariato apostólico con la bula Si per Evangelii del papa Pío XII.
El 28 de junio de 1980 cedió otra porción de territorio para la erección de la diócesis de Benjamín Aceval mediante la bula Christianam ad progressionem del papa Juan Pablo II.

## Estadísticas
Según el Anuario Pontificio 2021 el vicariato apostólico tenía a fines de 2020 un total de 42 600 fieles bautizados.
| Año                                                                             | Población            | Población | Población      | Sacerdotes | Sacerdotes    | Sacerdotes    | Bautizados por sacerdote | Diáconos permanentes | Religiosos | Religiosos | Parroquias |
| Año                                                                             | Bautizados católicos | Total     | % de católicos | Total      | Clero secular | Clero regular | Bautizados por sacerdote | Diáconos permanentes | Varones    | Mujeres    | Parroquias |
| ------------------------------------------------------------------------------- | -------------------- | --------- | -------------- | ---------- | ------------- | ------------- | ------------------------ | -------------------- | ---------- | ---------- | ---------- |
| 1950                                                                            | 26 000               | 50 000    | 52.0           | 12         |               | 12            | 2166                     |                      | 23         | 6          | 1          |
| 1964                                                                            | 40 000               | 60 000    | 66.7           | 16         |               | 16            | 2500                     |                      | 25         | 7          | 8          |
| 1970                                                                            | ?                    | ?         | ?              | 18         |               | 18            | ?                        |                      | 32         | 20         | ?          |
| 1976                                                                            | 50 000               | 77 679    | 64.4           | 16         |               | 16            | 3125                     |                      | 35         | 20         | 10         |
| 1980                                                                            | 50 000               | 80 000    | 62.5           | 17         | 2             | 15            | 2941                     | 2                    | 31         | 28         | 11         |
| 1990                                                                            | 15 300               | 49 400    | 31.0           | 9          |               | 9             | 1700                     |                      | 19         | 22         | 3          |
| 1999                                                                            | 33 000               | 61 500    | 53.7           | 10         | 1             | 9             | 3300                     |                      | 17         | 28         | 4          |
| 2000                                                                            | 34 000               | 75 000    | 45.3           | 9          | 1             | 8             | 3777                     |                      | 15         | 29         | 4          |
| 2001                                                                            | 34 300               | 75 000    | 45.7           | 10         | 1             | 9             | 3430                     |                      | 16         | 29         | 5          |
| 2002                                                                            | 34 300               | 75 000    | 45.7           | 8          | 1             | 7             | 4287                     |                      | 14         | 30         | 5          |
| 2004                                                                            | 35 000               | 75 000    | 46.7           | 10         | 1             | 9             | 3500                     |                      | 16         | 29         | 5          |
| 2010                                                                            | 38 700               | 83 000    | 46.6           | 10         | 2             | 8             | 3870                     |                      | 12         | 28         | 5          |
| 2014                                                                            | 41 400               | 89 000    | 46.5           | 11         | 3             | 8             | 3763                     |                      | 12         | 20         | 6          |
| 2017                                                                            | 40 000               | 75 000    | 53.3           | 11         | 5             | 6             | 3636                     |                      | 10         | 14         | 6          |
| 2020                                                                            | 42 600               | 81 140    | 52.5           | 11         | 4             | 7             | 3872                     |                      | 11         | 8          | 6          |
| Fuente: Catholic-Hierarchy, que a su vez toma los datos del Anuario Pontificio. |                      |           |                |            |               |               |                          |                      |            |            |            |

## Episcopologio
- Josephus Rose, O.M.I. † (6 de mayo de 1925-1927 renunció)
- Heinrich Breuer, O.M.I. † (1927-1932 renunció)
- Karl Walter Vervoort, O.M.I. † (27 de febrero de 1932-11 de septiembre de 1961 renunció)
- Sinforiano Lucas Rojo, O.M.I. † (24 de agosto de 1962-24 de enero de 1981 retirado)
- Pedro Shaw, O.M.I. † (22 de abril de 1981-21 de junio de 1984 falleció)
- Lucio Alfert, O.M.I. (24 de enero de 1986-18 de noviembre de 2022 retirado)
  - Miguel Fritz, O.M.I., desde el 18 de noviembre de 2022 (administrador apostólico)